# Felix De Hert
Felix Jozef Maria Antoon De Hert (Aalst, 9 augustus 1860 - aldaar, 4 februari 1925) was een Belgisch politicus voor de Katholieke Partij en diens opvolger het Katholiek Verbond van België. Hij was burgemeester van Aalst.

## Levensloop
De Hert studeerde aan het Sint-Jozefscollege te Aalst. Nadien studeerde hij Letteren en Wijsbegeerte aan de Katholieke Universiteit Leuven. Hij promoveerde er als doctor in de rechten. Hij werd in 1890 advocaat aan de balie van Dendermonde. In 1913 werd hij er benoemd tot stafhouder.
De Hert werd in 1890 gemeenteraadslid in Aalst. In 1900 werd hij verkozen tot schepen van onderwijs en schone kunsten. In 1911 werd hij eerste schepen en in die hoedanigheid was hij aan het einde van de Eerste Wereldoorlog een tijd waarnemend burgemeester. Na het aftreden van Leo Gheeraerdts werd hij in 1919 benoemd tot burgemeester van Aalst. Hij was ook meer dan 25 jaar lang provincieraadslid in Oost-Vlaanderen. Hij bleef burgemeester tot zijn overlijden in 1925.
De Hert was officier in de Leopoldsorde. In Aalst is een straat naar hem vernoemd, met name de Felix De Hertstraat.